# ロックマンリミックス
『ロックマンリミックス』（ROCKMAN REMIX）は、有賀ヒトシが『コミックボンボン』で執筆したロックマンシリーズおよびロックマンXシリーズを原作とする漫画作品を収録した作品集である。

## 概要
ロックマンシリーズの世界観を元にしたオリジナルストーリー2作品と、ロックマンX メガミッションの漫画化の3作を収録。「メガミッション」以外は、復刊版ロックマンメガミックスに収録されているが、「破壊指令」は「R破壊指令」に改題し、内容が大幅に加筆修正されている。
「メガミッション」は、有賀が執筆した唯一の「ロックマンXシリーズ」の漫画である。また「R20・発売記念特集!　～有賀・岩本スペシャル放談～」内で、復刊版出し、全ストーリー収録かつ書き下ろしありにも拘わらず、宣伝が苦手などを言う岩本佳浩に対して「メガミッションで散々苦渋舐めた立場からしたら、信じられない」の発言がある。
2017年現在、メガミッションのコミカライズ作品は本作のみ。

## 登場キャラクター
「破壊指令」や「メタルハート」の2作品に関しては、ロックマンメガミックスを参照。

### メガミッション
本作独自の設定以外についてはロックマンX メガミッション、ロックマンXシリーズを参照。
エックス（X）
イレギュラーハンター第17精鋭部隊の隊長を務めている青いレプリロイド。
バスターに付着した「リミテッド」と彼自身のパワーアップ機能が反応しあい、自分の意思と無関係に戦闘力が強化されていくが、自分の意思が次第にリミテッドに侵食されていき、無慈悲な殺戮を繰り広げる事に苦しむが、イクスとの戦いでリミテッドを振り払う。戦い終えた後、再生レプリロイドたちの鎮魂を願って、十字架を立てた。
本作内では、池原しげと作の『イレギュラーハンター ロックマンX』同様、一人称が「俺」ではなく「僕」になっている。
ゼロ（Zero）
エックスの先輩であり、無二の友人。イレギュラーハンター第0特殊部隊の隊長を務めている赤いレプリロイド。イレギュラーハンターの中でも最上級の特A級ハンターで、その戦闘力は極めて高い。戦闘ではゼロバスターとビームサーベルを駆使した、距離を問わないスタイルで戦う。
本作ではエックスよりも先に任務にあたり、謎の物質「リミテッド」を搭載したブーメル・クワンガー・Lと遭遇し、これを撃破する。ドップラー軍との戦いで一時姿をくらますが、シュミットと戦うエックスの救援に駆けつける。
Dr.ドップラー（Dr. Doppler）
レプリロイドのマッドサイエンティストであり、「リミテッド」の生みの親。データ収集のために配下を使い、エックスを執拗に付け狙う。冷酷非情な性格で、己の探究心のためならば自分の部下をも平然と見捨て利用する。
マザーリミテッドが倒された後、エックスとゼロに再会を告げて、消えていった。
カーチス（Curtis）
ドップラーの配下であるレプリロイドの1人。かなりの巨体で、それに見合うパワーと防御力を有する。腰部には巨大なブーメランが備え付けられていたが、劇中未使用。
ゼロのバスターすら通用しない防御力を見せるが、リミテッドに支配され、パワーアップしたエックスには敵わず手酷いダメージを負う。命乞いも兼ねて、ドップラーの目的を話そうとするも、シュミットに粛清された。
シュミット（Schmidt）
ドップラーの配下であるレプリロイドの1人。カーチスとは対照的にスマートなボディで、俊足を生かした手刀による斬撃を得意としている。
カーチス粛清後、エックスと戦うも、さらにパワーアップしたエックスに次第に追い詰められていく。リミテッドを拒絶し苦しむエックスを仕留めようとするも、ゼロのバスターによる一撃を受け、左腕を損傷。逆上してゼロに挑むもビームサーベルの一撃を受け、敗退する。ドップラーの指示でマザーリミテッドでパワーアップしようとするが、それはドップラーの罠で彼の戦闘データとボディはイクス誕生に使われる事となる。
イクス（X）
今作におけるエックスの最大の敵で、エックスのデータを吸収した「マザーリミテッド」が生み出した存在。ボディカラー、顔の独特のペイント等の差異を除けばエックスと瓜二つの姿形をしている。
本作では性格がやたらハイとなっており、残忍性が高くなっている。エックスのノーマル状態を模したフォルムでありながら、憎しみに取り憑かれ、クリアアーマーを纏ったエックスと互角以上に戦う戦闘力を持つ。最終的にはゼロの行動で正気に戻り、クリアアーマーを振り解いたエックスのバスターによる一撃を受け大ダメージを負い、マザーリミテッド機動の礎となり消滅した。
マザーリミテッド（Mother Limited）
今作の事件の元凶で、リミテッドの親玉と言うべき存在。
戦闘データを蓄える事で成長し、最終的にはイクスを吸収した事で巨大な手足が生え、自力で動く事が可能になった。その巨体でエックスとゼロに襲い掛かるが、彼ら2人と本作で倒れた再生レプリロイド8体の魂（姿は強化前）による総攻撃を受け、呆気なく散った。
助手レプリロイド（Assistant Repliroid）
ドップラーの助手を務める女性レプリロイド。正式名称は不明。左腕には、4つの注射器を備えている。
本作のオリジナルにして唯一の女性キャラであり、作者曰く「女っ気がないのも寂しい」という理由で登場した。後に「ロックマンMANIAX」のロックマンX4レビュー回にも登場。

## ストーリー
破壊指令
ボスキャラクターは『ロックマン』と『ロックマン2』を中心に登場している。
ある日、ライト博士に買い出しを頼まれたロックとロールを、街中で大規模な破壊活動を開始したワイリーのロボット達が強襲した。変身機能を取り外していたためロックマンへの変身が不可能な上、ロールを人質に取られて為す術がないロック。そんな彼の元へ駆けつけたのが、カットマンを始めとするライトナンバーズの兄弟達であった。
メタルハート
ロックマンメガミックスを参照。
メガミッション
基本的にロックマンX メガミッションがベースだが、一部にオリジナルの展開も存在。
ゼロからの最後の通信があった地点へと駆けつけたエックスは、そこで大幅に強化された、かつて破壊されたはずのレプリロイドに襲撃される。ゼロによって謎の液体（リミテッド）がレプリロイドを再生・強化する事が判明するも、エックスにも謎の液体による異変が発生する。エックスの無限の可能性とリミテッドの進化能力が未曾有の事態を引き起こす。

## 単行本
- ISBN 978-4063196948